# Теория дискурса Лакло — Муфф
Теория дискурса Лакло и Муфф — постструктуралистская теория, разработанная аргентинским политологом Эрнесто Лакло и бельгийским политическим философом Шанталь Муфф. Теория основана на идее о том, что социальный мир формируется дискурсом с помощью значений.
Теория синтезирует ряд идей аналитической философии, феноменологии и структурализма, отвергая возможность непосредственного доступа к референту, феномену и знаку и сближаясь в этом вопросе с постструктуралистскими концепциями Фуко и Деррида. Лакло также называет среди источников своей теории концепцию языковых игр Витгенштейна и весь спектр постструктурализма, включая дискурсивные формации Фуко, психоанализ Лакана, деконструкцию Деррида и семиологию Барта:77.
По представлениям, развиваемым в данной теории, под дискурсом следует понимать определённый способ общения и понимания социального мира. Дискурсы не являются завершёнными и замкнутыми — они постоянно изменяются, и борются между собой за превосходство, стараясь в этой борьбе зафиксировать определённые ими значения в языке. При этом отрицается различие между дискурсивной и недискурсивной практикой, языковые и поведенческие дискурсы формируются в процессе самого дискурса. Любой вид социальной практики (экономической, политической, эстетической и т. д.) дискурсивен, причём данные формы дискурсивных практик не имеют никакого глубинного смысла и именно они составляют всю объективную социальную реальность:78.